# Forcipomyia arcigera
Forcipomyia arcigera är en tvåvingeart som beskrevs av Jean-Jacques Kieffer 1921. Forcipomyia arcigera ingår i släktet Forcipomyia och familjen svidknott.
Artens utbredningsområde är Taiwan. Inga underarter finns listade i Catalogue of Life.